# El Tio

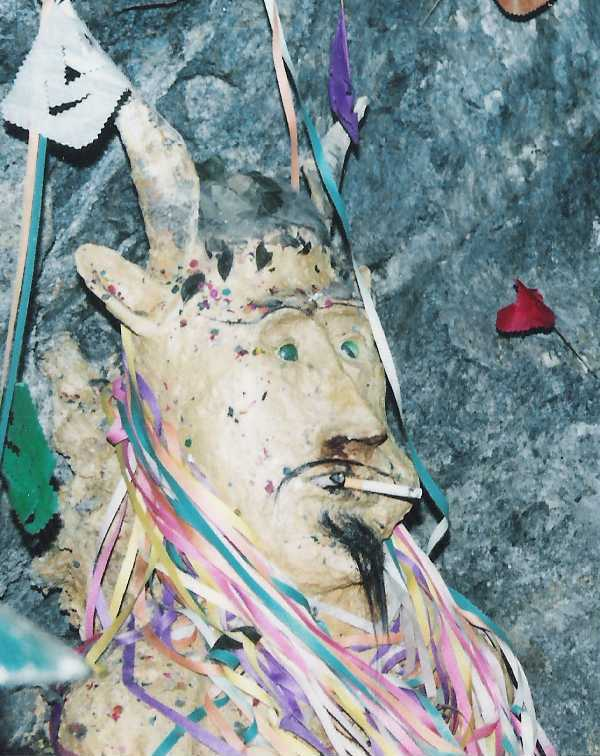
Statuie a lui El Tio din minele Potosí, Bolivia, 1993

El Tio (Unchiul) în Cerro Rico, Potosí, Bolivia se crede că este stăpânul lumii subterane. Exista multe statui ale infățișării lui în mine. El Tio guvernează peste mine, oferind în același timp protecție împotriva distrugerii.
Minerii aduc ca și ofrande țigări, frunze de cacao și alcool pentru statui și cred că dacă nu este hranit o să ia măsuri cu propiile mâini. Sătenii din Potosí sacrifică o lamă și ung intrarea în mina cu sângele lamei.
Minerii din Cerro Rico sunt catolici, dar ei mai cred și în El Tio, nu doar în Dumnezeu. El Tio este similar cu un zeu dintr-un cult vodoo catolic popular, cum am fi Ioa (Dumnezeu) al protecției în Legba din Haiti, și unele culte din New Orleans.